# Schuine mop

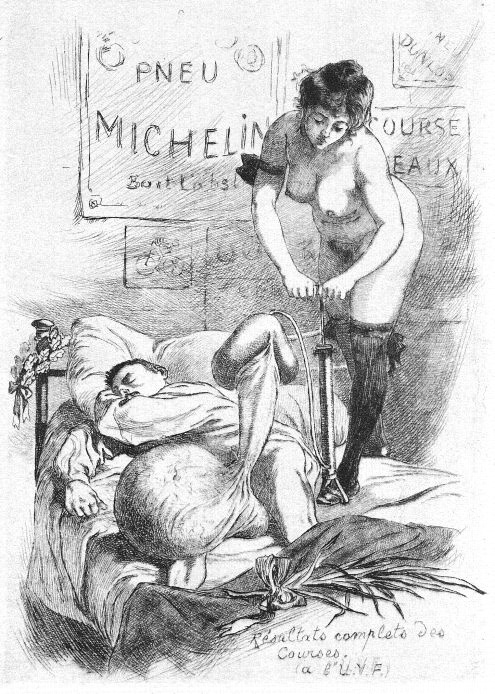
Martin Van Maele, La Grande Danse macabre des vifs

Een schuine mop is een mop met een seksueel getinte ondertoon. Deze moppen hebben vaak te maken met taboes. 
Veel moppen van een ander type bevatten schuine elementen. Sommige schuine moppen zijn seksistisch, al zullen ze niet altijd zo ervaren worden. Bekende schrijvers van schuine moppen zijn de Amerikaanse Sophie Tucker en de Nederlanders Max Tailleur en IJf Blokker. De moppen van Tucker werden door Bette Midler vaak verteld in theatershows.
Een subgenre wordt gevormd door moppen met verwachtingen die niet bevredigd worden. De afwezigheid van de verwachte seksuele inhoud vormt dan de grap.